# Transindex
A Transindex egy erdélyi magyar internetes hírportál.
Ugyancsak a Transindex portfóliójába tartozik további 18 népszerű webes felület, mint például a Palyazatok.ro, Sportoldal.ro, Adatbank.ro, illetve Hamlet.ro.
Szerkesztősége Kolozsváron található; több Erdélyi városban és Budapesten rendelkezik tudósítókkal.
Régi-új szlogenje: Transindex – a napos oldal.

## Története
Alapítói eredetileg az Index.hu erdélyi kiadásának szánták, de 1999 júniusában már önállóan indult az Erdélyi Magyar Műszaki Tudományos Társaság és a Nextra Kft. támogatásával. A kísérleti üzemmódban futó portál első változata megjelenésében még nagyon hasonlított az Internettóra. (Lásd még: A Transindex-történet Archiválva 2007. május 7-i dátummal a Wayback Machine-ben) Kiadója ekkor a Média Index Egyesület, felelős szerkesztője Kelemen Attila.
2022. február 15-én a teljes szerkesztőség felmondott, mivel a többségi tulajdonos jelezte eladási szándékát.
A megváltozott szerkesztőség 2022 februárjában a Transtelex nevet vette föl.

### A Transindex hírportál
- www.transindex.ro Archiválva 2013. november 12-i dátummal a Wayback Machine-ben

### A Transindex portfóliójába tartozó legfontosabb oldalak
- Palyazatok.ro és román nyelvű verziója, a Granturi.ro
- Sportoldal.ro
- Erdélyi magyar adatbank
- Lexikon.ro
- Hamlet.ro
- Popsuli.ro
- Szotar.ro
- Bloodymary.ro
- Balkanherald.ro
- Fejvadasz.ro
- Cegek.ro
- Egologo.ro
- Disputa.ro

### Legújabb népszerű projektjei
- Adatbank Café
- Romániai magyar lexikon

### Egyebek
- A szerkesztőség tagjai Archiválva 2016. március 7-i dátummal a Wayback Machine-ben
- A Transindex vállalati blogja Archiválva 2010. március 6-i dátummal a Wayback Machine-ben
- A Transindex 1999 és 2002 között